# Lijst van rijksmonumenten in Jelsum
De plaats Jelsum telt 22 inschrijvingen in het rijksmonumentenregister. Hieronder een overzicht. 
| Object | Oorspronkelijke functie?  | Bouwjaar | Architect                 | Locatie                         | Coördinaten?                  | Nr.?   | Afbeelding |
| --- | ------------------------- | --- | ------------------------- | ------------------------------- | ----------------------------- | ------ | --- |
| Kop-hals-rompboerderij | Boerderij                 | mog. late 18e eeuw |                           | Dekemawei 1                     | 53° 14' 1" NB, 5° 46' 52" OL  | 24532  | Kop-hals-rompboerderij                                                                                                   |
| Boerderij met dwars gebouwd woonhuis met ingang in het midden                                                                                   | Boerderij                 | 1839 (schuur) 1844 (boerderij) |                           | Dekemawei 3                     | 53° 13' 59" NB, 5° 46' 51" OL | 24533  | Meer afbeeldingen |
| Kop-hals-rompboerderij met onderkelderd voorhuis met zesruitsvensters tussen topgevels waarboven schoorstenen met borden                        | Boerderij                 | ca. 1850 |                           | Op 'e Terp 7                    | 53° 14' 4" NB, 5° 47' 2" OL   | 24535  | Kop-hals-rompboerderij met onderkelderd voorhuis met zesruitsvensters tussen topgevels waarboven schoorstenen met borden |
| Landelijk gedeeltelijk onderkelderd pand met tienruitskozijnen aan de tuinzijde onder schilddak (waarsch. oorspr. dienstwoning bij Dekamastate) | Woonhuis                  | |                           | Op 'e Terp nr. ?                | 53° 14' 3" NB, 5° 47' 1" OL   | 24536  | Upload foto |
| Sint Genovevakerk. Hervormde kerk | Kerk en kerkonderdeel     | 1150-1200 (schip) 13e eeuw (toren) 15e eeuw (vernieuwing koor) gerest. in 1913 en 1999                                                   |                           | Op 'e Terp 26                   | 53° 14' 6" NB, 5° 46' 57" OL  | 24537  | Meer afbeeldingen |
| Kop-hals-romp boerderij met woongedeelte onder zadeldak tegen topgevel                                                                          | Boerderij                 | mog. late 18e eeuw |                           | Piter Rindertsreedsje 3         | 53° 14' 9" NB, 5° 46' 21" OL  | 24538  | Meer afbeeldingen |
| Vijverzathe | Boerderij                 | 1890 | mog. H.H. Kramer          | Langhústerdyk 1                 | 53° 13' 50" NB, 5° 46' 45" OL | 515439 | Meer afbeeldingen |
| Vijverzathe, tuin | Tuin, park en plantsoen   | 1890 |                           | bij Langhústerdyk 1             | 53° 13' 50" NB, 5° 46' 43" OL | 515440 | Meer afbeeldingen |
| Haskerazathe | Boerderij                 | 1893 |                           | Haskedyk 2                      | 53° 13' 40" NB, 5° 46' 59" OL | 515442 | Upload foto |
| Haskerazathe, koetshuis | Bijgebouwen kastelen enz. | ca. 1900-1920 | mog. W.C. de Groot        | bij Haskedyk 2                  | 53° 13' 40" NB, 5° 46' 59" OL | 515443 | Upload foto |
| Dwarshuisboerderij in eclectische stijl | Boerderij                 | 1869 | verm. S. Reitsma en Zonen | Op 'e Terp 16                   | 53° 13' 57" NB, 5° 46' 35" OL | 515449 | Dwarshuisboerderij in eclectische stijl                                                                                  |
| Dekemastate | Kasteel, buitenplaats     | mog. 13e/14e eeuw (fundering) ca. 1538 (herb. na brand) ca. 1622-1635 (zuidvleugel) verb. in 1699 en 18e eeuw 1814 (renov.) 1997 (rest.) |                           | Dekemawei 5                     | 53° 13' 58" NB, 5° 47' 0" OL  | 514006 | Meer afbeeldingen |
| Dekemastate: historische tuin- en parkaanleg | Tuin, park en plantsoen   | 1600-1700 |                           | Dekemawei bij 5 Dekemawei bij 5 | 53° 13' 58" NB, 5° 47' 3" OL  | 514008 | Meer afbeeldingen |
| Dekemastate: brug met hamei | Tuin, park en plantsoen   | 1905 |                           | Dekemawei bij 5                 | 53° 13' 59" NB, 5° 46' 60" OL | 514009 | Meer afbeeldingen |
| Dekemastate: tuinmuur met poort | Tuin, park en plantsoen   | 1910 |                           | Dekemawei bij 5                 | 53° 13' 60" NB, 5° 47' 0" OL  | 514010 | Meer afbeeldingen |
| Dekemastate: kas | Tuin, park en plantsoen   | ca. 1850 |                           | Dekemawei bij 5                 | 53° 14' 0" NB, 5° 46' 59" OL  | 514011 | Upload foto |
| Dekemastate: zonnewijzer | Tuin, park en plantsoen   | 18e eeuw |                           | Dekemawei bij 5                 | 53° 14' 0" NB, 5° 46' 59" OL  | 514018 | Meer afbeeldingen |
| Dekemastate: tuinvazen | Tuin, park en plantsoen   | 18e eeuw |                           | Dekemawei bij 5                 | 53° 13' 60" NB, 5° 47' 0" OL  | 514019 | Meer afbeeldingen |
| Dekemastate: florabeeld | Tuin, park en plantsoen   | laat 18e eeuw |                           | Dekemawei bij 5                 | 53° 13' 58" NB, 5° 47' 0" OL  | 514020 | Meer afbeeldingen |
| Dekemastate: tuinmanswoning | Bijgebouwen kastelen enz. | 1860 |                           | Dekemawei 7                     | 53° 13' 58" NB, 5° 47' 0" OL  | 514021 | Meer afbeeldingen |
| Dekemastate: houten schuur | Bijgebouwen kastelen enz. | 19e eeuw |                           | Dekemawei bij 5                 | 53° 13' 60" NB, 5° 47' 1" OL  | 514022 | Upload foto |
| Dekemastate: bakhuisje | Bijgebouwen kastelen enz. | 19e eeuw |                           | Dekemawei bij 5                 | 53° 13' 60" NB, 5° 47' 1" OL  | 514023 | Meer afbeeldingen |